# Statkraft
Statkraft este cea mai mare companie norvegiană de stat producătoare de electricitate.
Este cea mai mare companie europeană de producție a energiei din surse regenerabile și are activități în peste 20 de state.
Compania derulează afaceri de peste 2,2 miliarde euro și înregistrează un profit net anual de aproape un miliard de euro.
În afară de Norvegia, unde deține 141 de hidrocentrale, trei parcuri eoliene și o centrală pe gaz, Statkraft este prezentă în Suedia cu 19 hidrocentrale, în Finlanda cu patru astfel de unități, în Germania cu două centrale pe gaz, iar sub Marea Baltică a amplasat un cablu de transport de electricitate.
Compania este prezentă și în România, de la începutul anului 2007, pe segmentul de trading de energie.